# Oliva porphyria
Oliva porphyria (nomeada, em inglês, tent olive; na tradução para o português, "Oliva cabana"; denominação relacionada às marcas triangulares de sua superfície) é uma espécie de molusco gastrópode marinho do leste do oceano Pacífico, classificada por Carolus Linnaeus em 1758 na obra Systema Naturae, pertencente à família Olividae e descrita inicialmente como Voluta porphyria (no gênero Voluta).

## Descrição da concha e hábitos
Oliva porphyria é a maior espécie de Oliva e a maior espécie de sua família, com 13.5 centímetros de comprimento, quando bem desenvolvida. Possui concha de formato oval, pesada, de superfície polida e espiral baixa; sutura (junção das voltas, em sua espiral) profundamente canalizada e um canal sifonal largo. A protoconcha, pontuda, se destaca em sua espiral. Em observação lateral, seu lábio externo é ligeiramente côncavo. Ela tem um calo columelar muito espesso, que percorre quase toda a altura da última volta, com dobras o tempo todo e se projetando mais levemente até o topo da abertura, mais estreito. Finas linhas, angulares e marrom-avermelhadas, formam fileiras de triângulos, sobrepostos, na concha, que possui matizes violáceos.
Vive em bentos arenosos da zona entremarés, até os 20 metros, na zona nerítica. Os animais da família Olividae são predadores e detritívoros.

## Distribuição geográfica
Esta espécie é encontrada do Golfo da Califórnia, no México, até o Peru, incluindo ilhas Galápagos.

O. porphyria é encontrada do Golfo da Califórnia, no México...
...até o Peru.